# Càlcul de probabilitats

Càlcul de probabilitats: "Campana de Gauss" o "distribució normal"

Probabilitat p d'obtenir un resultat S en sumar els valors de n daus

Probabilitat acumulada p d'obtenir un resultat S en sumar els valors de n daus

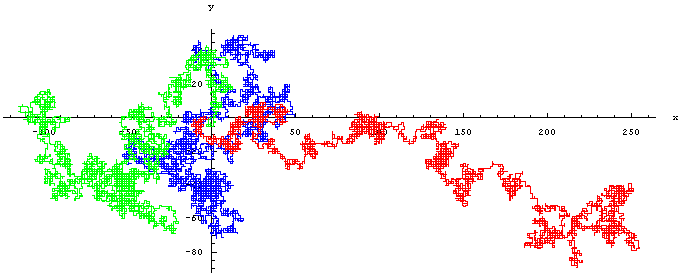
Tres marxes isotròpiques aleatòries (independents) a la xarxa ; 10 000 pas

El càlcul de probabilitats és l'estudi matemàtic dels fenòmens caracteritzats per l'atzar i la incertesa. L'objecte central són les variables aleatòries, els processos estocàstics, i els esdeveniments, traduint de manera abstracta els esdeveniments deterministes o les quantitats mesurades que de vegades poden canviar, en el temps, d'una forma aparentment deguda a l'atzar. Gauss va fer uns gràfics de casos deguts a l'atzar i va trobar que seguien una forma de campana (campana de Gauss).
Com a base de l'estadística matemàtica, el càlcul de probabilitats és essencial per a la majoria de les activitats humanes que requereixen una anàlisi quantitativa d'un gran nombre de mesures. Els mètodes de càlcul de probabilitats s'apliquen també a la descripció de sistemes complexos, l'estat dels quals només es coneix de manera parcial, com en el cas de la mecànica estadística. Un gran descobriment de la física del segle xx va ser la naturalesa probabilística dels fenòmens físics a una escala microscòpica, descrit per la mecànica quàntica.

## Història
El càlcul de probabilitats té el seu origen en l'anàlisi dels jocs d'atzar de Gerolamo Cardano al segle xvi, i per Pierre de Fermat i Blaise Pascal al segle xvii. Encara que es tracti d'una moneda simple o de llençar els daus o d'un succés aleatori, repetint moltes vegades, tenim una sèrie de resultats que tenen certes propietats estadístiques, que es poden estudiar i predir. Dos resultats matemàtics fonamentals en aquest sentit són la llei dels grans nombres i el teorema del límit central.
Inicialment, en el càlcul de probabilitats es van considerar principalment els esdeveniments discrets, i els seus mètodes eren principalment combinatoris. Però les consideracions analítiques han obligat a introduir variables aleatòries contínues en el càlcul. Aquesta idea té l'origen en la moderna teoria de probabilitats; les bases en van ser establertes per Andrei Nikolaevich Kolmogórov. Kolmogórov combina el concepte d'univers, introduït per Richard von Mises i la teoria de la mesura per presentar el sistema d'axiomes de la teoria de probabilitats l'any 1933. Aviat, el seu enfocament es va convertir en la base indiscutible del càlcul de probabilitats modern.

## Definició clàssica de probabilitat
La probabilitat és la característica d'un esdeveniment, del qual hi ha raons per a creure que es realitzarà.
La probabilitat p que passi un esdeveniment S d'un total de n casos possibles igualment probables és igual al quocient entre el nombre d'ocurrències h d'aquest esdeveniment (casos favorables) dividit pel nombre total de casos possibles n:
{\displaystyle p=P\{S\}={\frac {h}{n}}}
La probabilitat és un nombre (valor) que varia entre 0 i 1. Quan l'esdeveniment és impossible, es diu que la seva probabilitat és 0, si l'esdeveniment és cert i ha de passar sempre, la seva probabilitat és 1.
La probabilitat de no ocurrència d'un esdeveniment està donada per q, en què:
{\displaystyle q=P\{{\mbox{no }}S\}=1-{\frac {h}{n}}}
Sabem que p és la probabilitat que passi un esdeveniment i q és la probabilitat que no passi, llavors p + q = 1
Simbòlicament, l'espai de resultats, que normalment s'expressa per {\displaystyle \Omega }, és l'espai que consisteix en tots els resultats que són possibles. Els resultats, que s'expressen per {\displaystyle \omega _{1},\omega _{2}}, etc., són els elements de l'espai {\displaystyle \Omega }.

## Definició segons la freqüència relativa i definició axiomàtica
La definició axiomàtica de la probabilitat es defineix sobre la base de si mateixa (igualment factible és sinònim d'igualment probable): es defineix la probabilitat estimada o empírica obtinguda a partir de la freqüència relativa d'aparició d'un succés S quan {\displaystyle \Omega } és molt gran. La probabilitat d'un succés és una mesura que s'escriu com:
{\displaystyle \mathbb {P} \{S\}\,},
i mesura amb quina freqüència passa algun succés si es fa algun experiment indefinidament.
La definició anterior és complicada de representar matemàticament, ja que {\displaystyle \Omega } hauria de ser infinit. Una altra manera de definir la probabilitat és de forma axiomàtica, establint les relacions o propietats que hi ha entre els conceptes i operacions que la componen.

## Probabilitat discreta
Aquest tipus de probabilitat és aquell que pot prendre només certs valors diferents que són el resultat del compte d'una funcionalitat d'interès.
Aquests valors poden ser de diversos tipus, ja siguin finits o Infinits, nombres o innombrables.
EXEMPLE 1: sigui X el nombre de cares obtingudes en llançar 3 vegades una moneda. Aquí els valors de X són x = 0, 1, 2, 3.
Com es mostra en l'exemple 1, aquests valors són nombrosos, i finits, ja que es dona un nombre específic de casos, i només es pot donar un nombre específic de resultats.

## Probabilitat contínua
Una variable aleatòria és una funció mesurable:
{\displaystyle X:\Omega \to \mathbb {R} \,}
que dona un valor numèric a cada resultat en {\displaystyle \Omega }.

### Funció de densitat
La funció de densitat, o densitat de probabilitat d'una variable aleatòria, és una funció a partir de la qual s'obté la probabilitat de cada valor que pren la variable. La seva integral en el cas de variables aleatòries contínues és la distribució de probabilitat. En el cas de variables aleatòries discretes, la distribució de probabilitat s'obté mitjançant el sumatori de la funció de densitat.